# Aquaticola
Aquaticola — рід грибів родини Annulatascaceae. Назва вперше опублікована 1999 року.

## Класифікація
До роду Aquaticola відносять 6 видів:
- Aquaticola ellipsoidea
- Aquaticola hongkongensis
- Aquaticola hyalomura
- Aquaticola longicolla
- Aquaticola minutiguttulata
- Aquaticola triseptata